# Ruriko Yate
Ruriko Yate 野手るりこ  (Yate Ruriko?) (1977) è una modella giapponese, incoronata trentatreesima Miss Giappone nel 2001.
Appassionata di golf, equitazione e tennis, in precedenza la modella ventiquattrenne aveva vinto il concorso di bellezza di Miss Royal Princess.